# 大和特殊硝子
大和特殊硝子株式会社（だいわとくしゅがらす、英: DAIWA SPECIAL GLASS Co., Ltd.）は、大阪府大阪市淀川区新高に本社を置く、日本のガラス製品メーカーである。

## 会社概要
- アンプルや管瓶のほか、医薬品用錠剤やドリンク剤用の自動瓶の製造・販売をおこなう。
- 医療用に強く、各分野で高いシェアを持つとともに、近年では樹脂バイアルの製造に本格参入している。

## 事業所一覧
2016年（平成28年）1月1日時点
- 本社
  - 〒532-0033 - 大阪府大阪市淀川区新高二丁目1番7号

### 工場
- 新高工場
  - 〒532-0033 - 大阪府大阪市淀川区新高二丁目1番7号（本社内）
- 市島工場
  - 〒669-4301 - 兵庫県丹波市市島町下竹田3080番地1

### 過去の事業所
- 東京事業所

## 沿革
- 大正時代中期 - 三ツ矢已三郎により三ツ矢硝子製作所として創業。
- 1942年（昭和17年）3月13日 - アンプル製造販売会社設立。
- 1951年（昭和26年） - 戦後、半人工壜の製造開始。
- 1964年（昭和39年） - 管瓶の製造開始。
- 1968年（昭和43年） - 自動壜の製造開始。
- 1994年（平成6年） - 兵庫県氷上郡市島町に市島工場建設、稼働。
- 2009年（平成21年） - 樹脂バイアルの製造開始。東京事業所開設。